# Villa Josephine
Die Villa Josephine steht in der Heinrich-Zille-Straße 68  (ehemals Grenzstraße 21) im Stadtteil Niederlößnitz der sächsischen Stadt Radebeul.

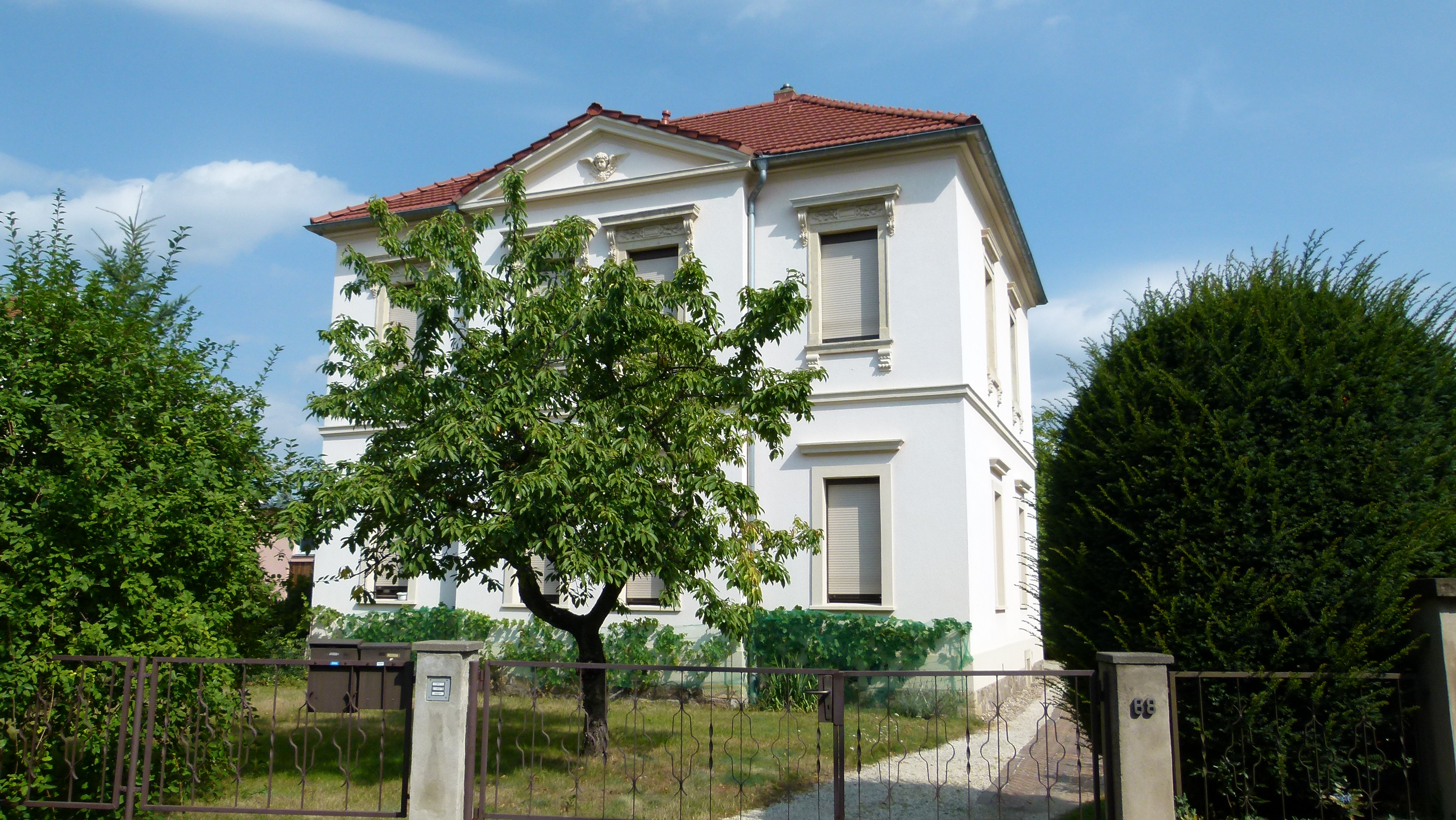
Villa Josephine

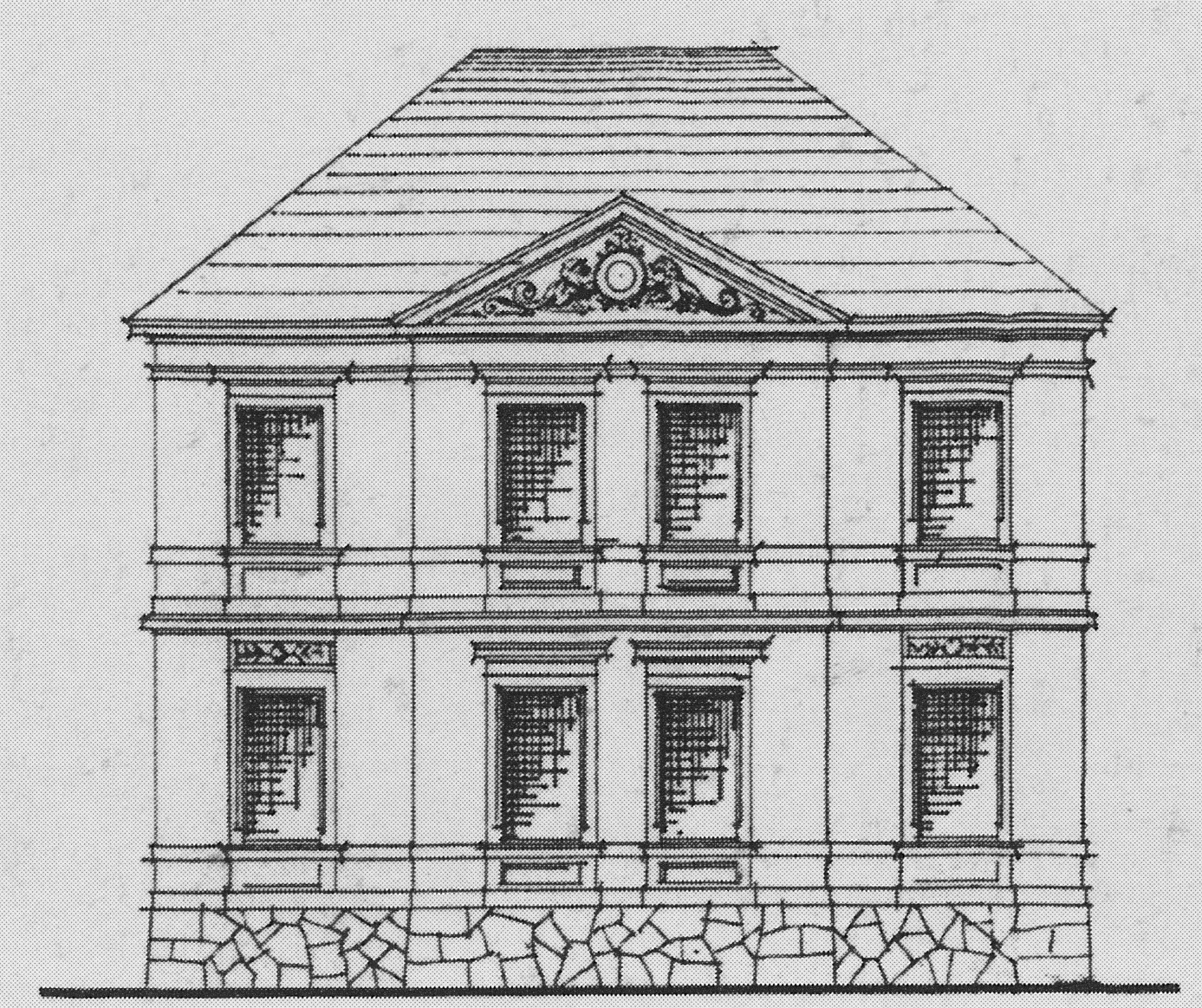
Bauzeichnung (um 1888)

## Beschreibung
Die denkmalgeschützte Villa ist ein zweigeschossiges Wohnhaus von einer Größe von vier zu zwei Fensterachsen auf einem Bruchsteinsockel. Das Haus hat ein flachgeneigtes, ziegelgedecktes Walmdach.
Die Hauptansicht geht nach Süden zur Straße. Dort steht ein zweigeschossiger, zweiachsiger Mittelrisalit mit einem Dreiecksgiebel mit Puttenornament.
Das verputzte Gebäude wird durch ein Geschossgesims gegliedert. Die profilierten Fenstergewände aus Sandstein zeigen gerade Verdachungen, dazu im Obergeschoss Sohlbänke auf Konsolen. Die vier Obergeschossfenster auf der Schmuckseite zur Straße hin weisen zusätzlich Stuckornamentfelder unterhalb der Horizontalverdachungen auf.

## Geschichte
Im Mai 1888 beantragte der Bauunternehmer Johann Heinrich Winkler aus Niederlößnitz den Bau einer Villa nach Entwurf von F. A. Bernhard Große. Die Baurevision erfolgte im März 1889.
Ab 1897 lebte der „Tonkünstler“ Heinrich Germer in Niederlößnitz, wo er am 4. Januar 1913 als Eigentümer der Villa Josephine verstarb.

### Weitere Bauten von Johann Heinrich Winkler in Niederlößnitz
Ebenfalls von Bernhard Große stammte die 1882/1883 für Winkler errichtete Villa Edelweiß, dann folgten 1886/1887 die Villa Karl-Liebknecht-Straße 17, 1887/1888 die Villa Heinrich-Zille-Straße 66 und 1888/1889 die hier beschriebene Villa (ursprünglich Grenzstraße 21). 1889/1890 ließ er sich von Carl Käfer die Villa Karl-Liebknecht-Straße 12 entwerfen, und 1897/1898 erstellte ihm Adolf Neumann die Mietvilla Johann Heinrich Winkler in der Thomas-Mann-Straße 3.